# Abram (Stany Zjednoczone)
Abram – jednostka osadnicza w Stanach Zjednoczonych, w stanie Teksas, w hrabstwie Hidalgo.